# Joseph Olivier
Joseph Adolphe Théophile Olivier (Parigi, 2 dicembre 1874 – Neuilly-sur-Seine, 21 maggio 1901) è stato un rugbista a 15 francese.

## Biografia
Partecipò alle Olimpiadi di Parigi del 1900 conquistando una medaglia d'oro nel rugby a 15 con la Union des Sociétés Français de Sports Athletiques, squadra rappresentante la Francia.
Nella sua carriera rugbista giocò per lo Stade français con il quale vinse 4 campionati francesi.

## Palmarès
- Oro olimpico: 1

1900
- Campionati francesi: 4

Stade français: 1893-1894, 1894-1895, 1896-1897, 1897-1898